# Polystichum tibeticum
Polystichum tibeticum är en träjonväxtart som beskrevs av Ren-Chang Ching. Polystichum tibeticum ingår i släktet Polystichum och familjen Dryopteridaceae. Inga underarter finns listade.